# 1958年の中日ドラゴンズ
1958年の中日ドラゴンズでは、1958年の中日ドラゴンズにおける動向をまとめる。
この年の中日ドラゴンズは、3回目の天知俊一監督体制の2年目のシーズンである。

## 概要
打撃力の強化を狙ったチームは早稲田大学の森徹を獲得すると、1番に岡嶋博治、2番の中利夫といった俊足選手を据えてシーズンが開幕。開幕すると投手陣は杉下茂や大矢根博臣、伊奈努などの活躍で好調でチーム防御率2.40はリーグ2位で、打撃陣でも森が主に4番を打つなど若手が頭角を現し、本塁打も前年から増加したもののそれまでクリーンナップを打っていた西沢道夫や杉山悟、原田督三が衰えるなど戦力が過渡期のチームは5月に7勝12敗で大きく負け越し、巨人と8ゲーム差の4位に転落。6月は7勝9敗で波に乗れ5位に沈むなど、苦しい戦いが続いた。7月以降は盛り返して国鉄とのAクラス争いに勝ち最終的に3位を勝ち取ったが、前年と違って優勝争いに絡めず天知監督はこの年を最後に辞任し、エースの杉下が後任監督となった。シーズン終了後1954年の優勝メンバーのうち、投手陣の大黒柱で戦前は捕手を務めた服部受弘や主砲の西沢が引退。さらに杉山が国鉄に移籍し、河合保彦も西鉄に移籍するなど、戦力が一気に若返った。なお杉下は監督就任について「就任の条件としてベテランを引退させ、主力を移籍させることだった」と後年語っている。前述の投手陣は2ケタ勝利3人のほかにも伊奈努・児玉泰も2ケタ近い勝ち星をあげてリーグ1位の54完投、リーグ2位の22完封を記録。打撃陣では1番の岡嶋が盗塁王を獲得し、4人が20盗塁以上を記録するなど走りまくってリーグ1位の155盗塁を記録した。

## チーム成績

### レギュラーシーズン
| 1 | 三 | 岡嶋博治 |
| 2 | 中 | 中利夫   |
| 3 | 二 | 井上登   |
| 4 | 右 | 森徹     |
| 5 | 一 | 西沢道夫 |
| 6 | 左 | 杉山悟   |
| 7 | 遊 | 牧野茂   |
| 8 | 捕 | 吉沢岳男 |
| 9 | 投 | 中山俊丈 |

| 順位 | 4月終了時 | 4月終了時 | 5月終了時 | 5月終了時 | 6月終了時 | 6月終了時 | 7月終了時 | 7月終了時 | 8月終了時 | 8月終了時 | 最終成績 | 最終成績 |
| ---- | --------- | --------- | --------- | --------- | --------- | --------- | --------- | --------- | --------- | --------- | -------- | -------- |
| 1位  | 大阪      | --        | 巨人      | --        | 巨人      | --        | 巨人      | --        | 巨人      | --        | 巨人     | --       |
| 2位  | 国鉄      | 2.5       | 国鉄      | 1.0       | 国鉄      | 5.0       | 大阪      | 4.5       | 大阪      | 5.5       | 大阪     | 5.5      |
| 3位  | 中日      | 4.5       | 大阪      | 2.5       | 大阪      | 5.0       | 国鉄      | 12.0      | 中日      | 15.0      | 中日     | 9.0      |
| 4位  | 巨人      | 5.0       | 中日      | 8.0       | 大洋      | 12.0      | 中日      | 12.5      | 国鉄      | 16.5      | 国鉄     | 17.5     |
| 5位  | 大洋      | 5.0       | 大洋      | 9.0       | 中日      | 12.5      | 大洋      | 16.5      | 大洋      | 22.0      | 広島     | 19.5     |
| 6位  | 広島      | 7.0       | 広島      | 9.5       | 広島      | 16.5      | 広島      | 20.5      | 広島      | 25.0      | 大洋     | 23.5     |

| 順位 | 球団             | 勝 | 敗 | 分 | 勝率 | 差   |
| 1位  | 読売ジャイアンツ | 77 | 52 | 1  | .597 | 優勝 |
| 2位  | 大阪タイガース   | 72 | 58 | 0  | .554 | 5.5  |
| 3位  | 中日ドラゴンズ   | 66 | 59 | 5  | .528 | 9.0  |
| 4位  | 国鉄スワローズ   | 58 | 68 | 4  | .460 | 17.5 |
| 5位  | 広島カープ       | 54 | 68 | 8  | .443 | 19.5 |
| 6位  | 大洋ホエールズ   | 51 | 73 | 6  | .411 | 23.5 |

## オールスターゲーム1958
| ファン投票 | 井上登     |
| 監督推薦   | 大矢根博臣 |

## 表彰選手
| リーグ・リーダー | リーグ・リーダー | リーグ・リーダー | リーグ・リーダー |
| 選手名           | タイトル         | 成績             | 回数             |
| ---------------- | ---------------- | ---------------- | ---------------- |
| 岡嶋博治         | 盗塁王           | 47個             | 初受賞           |

| ベストナイン | ベストナイン | ベストナイン |
| 選手名       | ポジション   | 回数         |
| ------------ | ------------ | ------------ |
| 井上登       | 二塁手       | 4年連続4度目 |
| 森徹         | 外野手       | 初受賞       |